# Obří sud (Mikulov)

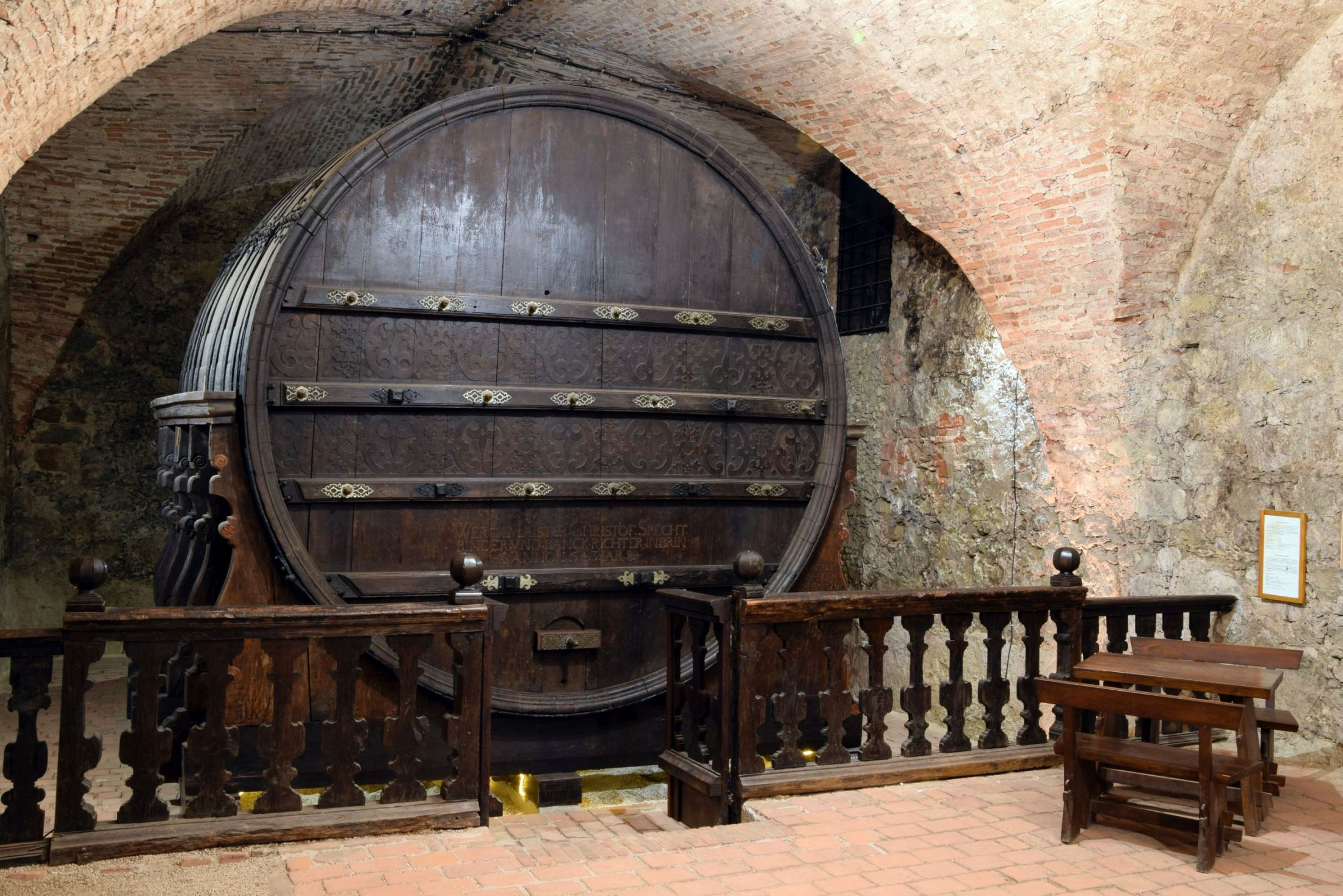
Obří sud v Mikulově

Mikulovský obří sud je uložen ve sklepní místnosti tamního zámku. Sklep byl postaven zřejmě knížetem Maxmiliánem z Ditrichštejna na počátku 17. století k základům gotické hradby a souvisel se stavbou zámeckého divadla přímo nad ním. Tento sud patří k největším v Evropě. Dle odhadů z roku 1884 se do něj mělo vejít 1786 věder a 9 mázů vína, což je asi 1010 hl, ovšem přesné měření provedené roku 2000 ukázalo 1014 hl.
O mimořádných rozměrech sudu svědčí i skutečnost, že jej svírá 22 ocelových obručí, z nichž každá váží 390 kg. Celý pak váží 26 tun. Jedná se o osmý největší zachovaný sud v Evropě.
Sud vyrobil roku 1643 bednářský mistr Kryštof Špecht z Brna se třemi tovaryši přímo ve sklepě a jako materiál použili dřevo ze sibiřského dubu. Do sudu se ukládalo tzv. desátkové víno (Desátek) což byla daň, kterou kníže z Ditrichštejna vybíral na svých poddaných, kteří měli pronajaty panské vinice. Pokud odvedli tuto formu naturální daně, byli osvobozeni od daně peněžní. Svému účelu sloužil padesát let. Kolem roku 1690 přišla neúroda a sud zůstal prázdný. Rozeschl se a popraskal a od té doby slouží jako místní zajímavost. Dle pověsti pro potěchu panstva hrála v sudu zámecká kapela. Další pověst hovoří o švédské armádě, která když zámek vyrabovala, stačila vypít plný obří sud za pouhé tři dny.
V expozici o vinařství, která je součástí zámeckého sklepa jsou k vidění historické kládové i šroubové lisy, vyřezávané menší sudy a malá výstava k historii vinařství na jižní Moravě.